# 博格苏姆
博格苏姆是德国石勒苏益格－荷尔斯泰因州的一个市镇。总面积5.51平方公里，总人口349人，其中男性178人，女性171人（2011年12月31日），人口密度63人/平方公里。